# Брежнива, Елена Викторовна
Еле́на Ви́кторовна Бре́жнива (род. 4 января 1990, Тула) — российская трековая велогонщица, выступает за сборную России в различных трековых дисциплинах начиная с 2008 года. Двукратная чемпионка Европы, победительница всероссийских первенств, участница этапов Кубка мира, чемпионатов мира и многих других престижных гонок. На соревнованиях представляет Тульскую область, заслуженный мастер спорта.

## Биография
Елена Брежнива родилась 4 января 1990 года в Туле. Активно заниматься трековым велоспортом начала в раннем детстве, проходила подготовку в специализированной детско-юношеской школе олимпийского резерва и школе высшего спортивного мастерства, в разное время тренировалась под руководством таких специалистов как В. А. Еремин, В. А. Соболев, А. А. Леонтьев. Состояла в физкультурно-спортивном обществе «Динамо».
Первого серьёзного успеха добилась в 2007 году, когда на  чемпионате мира выиграла бронзовую медаль в командном спринте. Год спустя попала в основной состав российской национальной сборной и дебютировала на взрослом международном уровне — побывала на чемпионате мира в Копенгагене, где заняла тринадцатое место в гонке по очкам. Ещё через год в кейрине выиграла гран-при Тулы, выступила на гран-при Москвы, тогда как в зачёте всероссийского первенства получила сразу три серебряные награды: в гите на 500 метров, кейрине и командном спринте.
В 2012 году, выиграв в кейрине серебро на молодёжном чемпионате Европы, Брежнива съездила на взрослый чемпионат европы литовский Паневежис и там стала бронзовой призёршей в той же дисциплине. Помимо этого приняла участие в программе чемпионата мира в Австралии, стартовала на этапах Кубка мира в Великобритании и Китае. В следующем сезоне стала чемпионкой России в командном спринте и кейрине, после чего в командной спринтерской гонке вместе с напарницей Ольгой Стрельцовой завоевала золотую медаль на чемпионате Европы в голландском Апелдорне. На европейском первенстве 2014 года в Гваделупе защитила чемпионский титул в командном спринте — стартовала в финале в паре с Анастасией Войновой.
В 2015 году в допинг-пробе Брежнивой был обнаружен гормон роста, она не стала отрицать факт нарушения и получила четырёхлетнюю дисквалификацию, по окончании которой (22 июня 2019 года) объявила о возвращении в большой спорт. 
Имеет высшее образование, окончила Смоленскую государственную академию физической культуры, спорта и туризма. За выдающиеся спортивные достижения удостоена почётного звания «Заслуженный мастер спорта России».